# ノルディック・セミコンダクター
ノルディック・セミコンダクター（ノルウェー語: Nordic Semiconductor ASA）は、BLEやセルラーIoTに関連するワイヤレス通信向け半導体を製造する多国籍企業。ノルウェー・トロンハイムに本拠を置き、世界15カ国以上に現地法人を持つ。オスロ証券取引所上場企業（OSE: NOD）。

## 沿革
1983年にノルウェー科学技術大学の卒業生4人が、ASIC設計のスタートアップ企業をNordic VLSIの社名でトロンハイムに設立、ファブレス半導体サプライヤーとして成長、1998年に超低消費電力ワイヤレスデバイスに注力する姿勢を明確にし、2004年に現在の社名に変更した。
ノルディック・セミコンダクターの半導体製品は、ワイヤレスマウスやワイヤレスキーボードなどのパソコン周辺機器、ウェアラブル端末を中心に、スポーツ・ヘルスケア機器などにも組み込まれている。顧客の8割以上がアジア太平洋地域のメーカーとなっている。

## 日本におけるノルディック・セミコンダクター
日本では丸紅情報システムズや三信電気など代理店を通じた製品サポートが行われてきたが、2017年に日本法人「ノルディック・セミコンダクター株式会社」（Nordic Semiconductor Japan KK.）が横浜市西区に設立された。日本企業を顧客とするチップやモジュールの販売に加え、通信キャリアの認証手続を含むIoTシステム構築などの包括的ソリューションも提供している。